# Amoy Brown
Amoy Christopher Brown (* 31. August 1996 in Kingston) ist ein jamaikanischer Fußballspieler.

## Karriere
Brown kam im Januar 2016 vom St. George’s College in die Vereinigten Staaten zum drittklassigen Bethlehem Steel FC. Im März 2016 debütierte er für Bethlehem in der USL, als er am ersten Spieltag der Saison 2016 gegen den FC Montréal in der Nachspielzeit für Fabian Herbers eingewechselt wurde. In der Saison 2016 kam Brown insgesamt zu sieben Einsätzen in der USL.
In der Saison 2017 absolvierte der Jamaikaner drei Spiele für Bethlehem in der inzwischen zweitklassigen USL. Nach der Saison 2017 verließ er den Verein. Nach mehreren Monaten ohne Klub wechselte Brown im Juli 2018 nach Malta zum FC St. Andrews. Sein Debüt in der Maltese Premier League gab er im August 2018 gegen den FC Mosta.
Im Februar 2019 wurde er an den österreichischen Zweitligisten SC Austria Lustenau verliehen. Im Juli 2019 wurde die Leihe um eine Saison verlängert. Im Januar 2020 verließ er den Verein vorzeitig.